# 須賀神社 (茨木市)
須賀神社（すがじんじゃ）は大阪府茨木市鮎川にある神社。

## 祭神
- 須佐之男命

## 概要

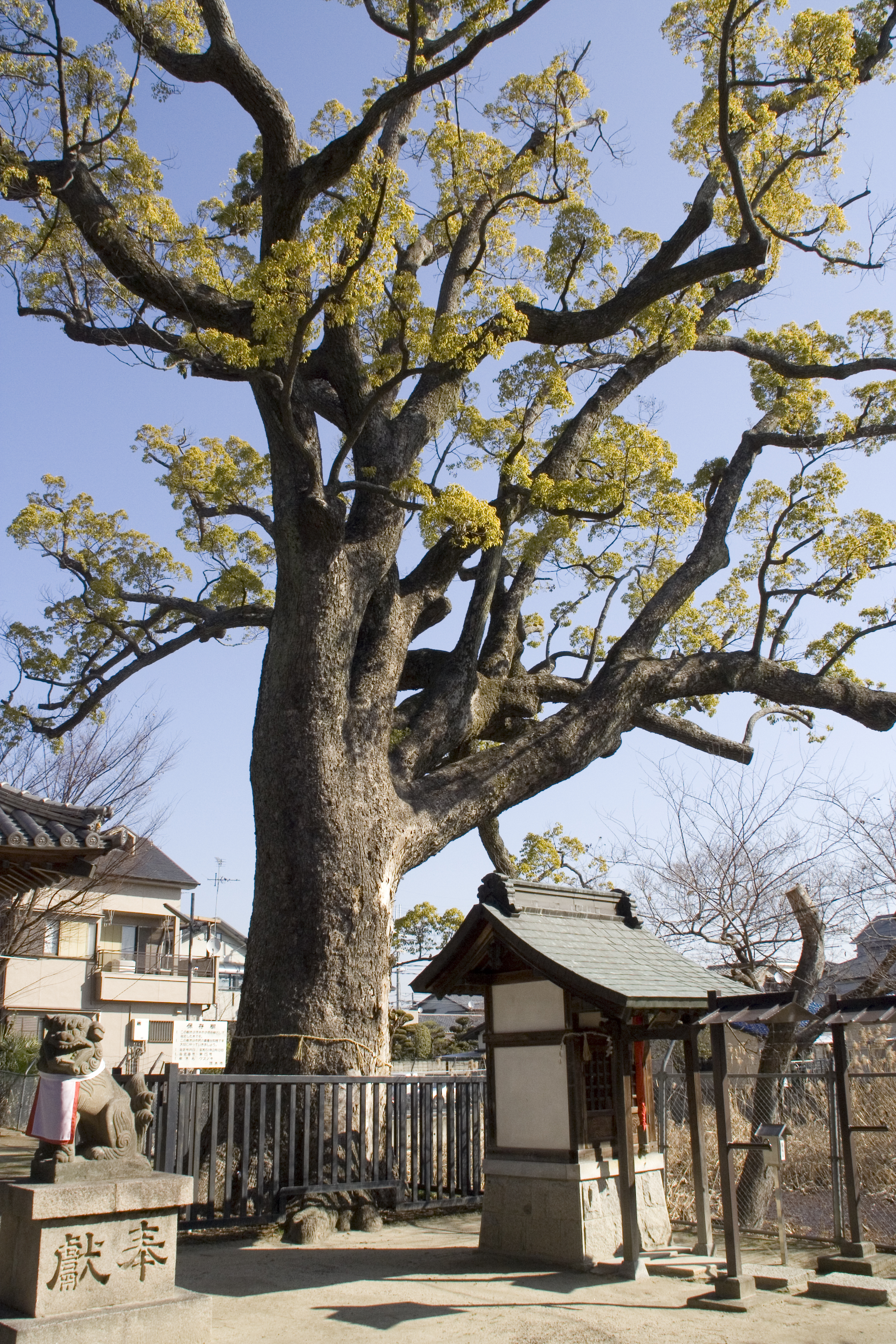
クスノキ

旧鮎川地区の鎮守社。慶長6年（1602年）奉納の絵馬や、元文2年（1737年）9月9日銘の石灯籠がある。
明治5年（1872年）村社に列せられる。

## 境内
- 園城寺稲荷社　：宇迦之御魂神
- 行宮社
- 池光稲荷社　：宇迦之御魂神
- 白姫龍神社　：白姫龍神・水神

### クスノキ
樹齢900年。樹高25m、径2m、幹周り6m。
- 茨木市指定保存樹 第15号　（昭和51年2月13日指定）
- 大阪府天然記念物　（昭和53年8月4日指定）